# Palais des sports de glace CSKA
 (septembre 2024).
Si vous disposez d'ouvrages ou d'articles de référence ou si vous connaissez des sites web de qualité traitant du thème abordé ici, merci de compléter l'article en donnant les références utiles à sa vérifiabilité et en les liant à la section « Notes et références ».
Le Palais des sports de glace CSKA (en russe : Ледовый спортивный комплекс ЦСКА имени Всеволода Михайловича Боброва) est une salle omnisports de Moscou en Russie. Il a été construit en 1964, rénové et agrandi en 1991, puis démoli en septembre 2021.
Elle accueille notamment l'équipe de hockey sur glace du CSKA Moscou de la Ligue continentale de hockey. La patinoire a une capacité de 5 600 spectateurs.